# Villamayor de Monjardín
Villamayor de Monjardín est une commune située dans le Nord de l’Espagne, dans la comarque de Tierra Estella (Lizarrerria), dans la communauté forale de Navarre et à 53 km de sa capitale, Pampelune.
Le Camino francés du Pèlerinage de Saint-Jacques-de-Compostelle passe par cette localité.

## Géographie
Traversé par les rios Bueno et Salado.

## Démographie
| Évolution démographique                                                 | Évolution démographique | Évolution démographique | Évolution démographique | Évolution démographique | Évolution démographique | Évolution démographique | Évolution démographique | Évolution démographique | Évolution démographique | Évolution démographique |
| 1996                                                                    | 1998                    | 1999                    | 2000                    | 2001                    | 2002                    | 2003                    | 2004                    | 2005                    | 2006                    | 2007                    |
| ----------------------------------------------------------------------- | ----------------------- | ----------------------- | ----------------------- | ----------------------- | ----------------------- | ----------------------- | ----------------------- | ----------------------- | ----------------------- | ----------------------- |
| 118                                                                     | 119                     | 130                     | 127                     | 124                     | 120                     | 123                     | 135                     | 140                     | 140                     | 139                     |
| Sources: Villamayor de Monjardín et instituto de estadística de navarra |                         |                         |                         |                         |                         |                         |                         |                         |                         |                         |

## Histoire
Monjardín était une forteresse des Banu Qasi (Wisigoths convertis à l'Islam).
Le château de Monjardín, qui domine Villamayor, s'appela d'abord San Estebàn de Deyo et a pris le nom de la hauteur conique sur laquelle il fut construit au XIe siècle, après que Sancho Garcés Ier eut pris aux Maures cette position déjà mentionnée en 833 dans leurs chroniques.
En 1060, le roi Sancho de Peñalba céda ce lieu au monastère d'Irache, qui le conserva neuf siècles, jusqu'à la loi de désamortissement.
Les deux composants de son toponyme, et le fait de ne pas apparaître dans la documentation avant le XIIIe siècle, permettent de penser que sa fondation ou repeuplement a été due au roi Sanche VII le Fort, à la fin du XIIe siècle.
Le municipio a modifié son nom le 18 février 1908, après accord de la « Real Sociedad Geográfica » ; la villa de Villamayor s’appelait alors « Villa Maior ».

## Culture et patrimoine

### Patrimoine civil
La Fuente de los Moros
La fontaine des maures, juste avant Villamayor, est une petite merveille gothique. Son ouverture sculptée ne donne qu'une modeste idée de la profonde citerne où l'on descend par des marches nombreuses et raides. L’eau y reste fraîche, même en été, et une truite y nage, garantie de propreté.
Castillo de San Esteban de Deyo ou castillo de Monjardín
Attesté depuis le Xe siècle. À proximité de la ville et sur une hauteur de 890 m se trouve l'ancienne forteresse de San Esteban de Deyo. La légende situe ici les restes du monarque navarrais, Sanche Garcés I, qui prit cette forteresse en 908. Il ne reste de ce château médiéval que quelques vieux murs sablonneux et la vieille citerne, dans une maison au toit vouté.

### Patrimoine religieux
L’église San Andrés
Église romane du XIIe siècle, à nef unique et chevet semi-circulaire avec une tour baroque du XVIIe siècle. Les deux chapiteaux historiés du portail roman représentent : le premier, une Vierge à l'Enfant ; l'autre met en scène le combat de Roland et de Ferragut. Dans la sacristie se trouve la croix processionnelle de Monjardín du XIIIe siècle.
Ermitage de San Esteban de Deyo ou Santa Cruz de Monjardín

### Pèlerinage de Compostelle
Par le Camino francés du Pèlerinage de Saint-Jacques-de-Compostelle, le chemin vient du Monastère Santa María la Real d’Irache.
La prochaine étape est Los Arcos, avec son église Santa Maria.
Dans la Chronique du Pseudo-Turpin, Monjardín fut le théâtre d'une bataille entre Charlemagne et les troupes navarraises.

### Sources et bibliographie
- Grégoire, J.-Y. & Laborde-Balen, L. , « Le Chemin de Saint-Jacques en Espagne - De Saint-Jean-Pied-de-Port à Compostelle - Guide pratique du pèlerin », Rando Éditions, mars 2006,  (ISBN 2-84182-224-9)
- « Camino de Santiago St-Jean-Pied-de-Port - Santiago de Compostela », Michelin et Cie, Manufacture Française des Pneumatiques Michelin, Paris, 2009,  (ISBN 978-2-06-714805-5)
- « Le Chemin de Saint-Jacques Carte Routière », Junta de Castilla y León, Editorial Everest
- Sagredo, Iñaki, Navarra, castillos que defendieron el reino, 2006, Pampelune, Pamiela,  (ISBN 84-7681-477-1)